# Металопрокатний завод у Хамрії (AGSI)
Металопрокатний завод у Хамрії (AGSI) – підприємство металургійної промисловості, яке працює у індустріальній зоні Хамрія в еміраті Шарджа (Об’єднані Арабські Емірати).
У 2008 році група ETA Ascon Star Group анонсувала створення компанії Star Steel International, яка мала організувати металопрокатне виробнитво. Станом на 2010 рік Star Steel ввела в дію два прокатні стани – потужністю 360 тисяч тон на рік для випуску будівельної арматури та потужністю 240 тисяч тон на рік для продукування великосортового прокату.
Є відомості, що наразі майданчик у Хамрії знаходиться під контролем компанії Arabian Gulf Steel Industries (AGSI), яка в середині 2010-х запустила в еміраті Абу-Дабі електрометалургійний завод, що випускає необхідну для прокатного виробництва сортову заготовку.